# Ronde van Blida
De Ronde van Blida is een voormalige meerdaagse wielerwedstrijd in Algerije, voor het eerst georganiseerd in 2013. De wedstrijd maakte deel uit van de UCI Africa Tour, in de categorie 2.2. De wedstrijd vond jaarlijks plaats, na de Ronde van Algerije.

## Lijst van winnaars

### Overwinningen per land
| Overwinningen | Land              |
| ------------- | ----------------- |
| 2             | Algerije, Eritrea |
| 1             | Italië            |